# NGC 4529
NGC 4529 ist eine Spiralgalaxie vom Hubble-Typ Sc im Sternbild Haar der Berenike am Nordsternhimmel. Sie ist schätzungsweise 112 Millionen Lichtjahre von der Milchstraße entfernt.
Das Objekt wurde am 12. März 1784 von dem deutsch-britischen Astronomen Wilhelm Herschel entdeckt.